# Аль-Гарб

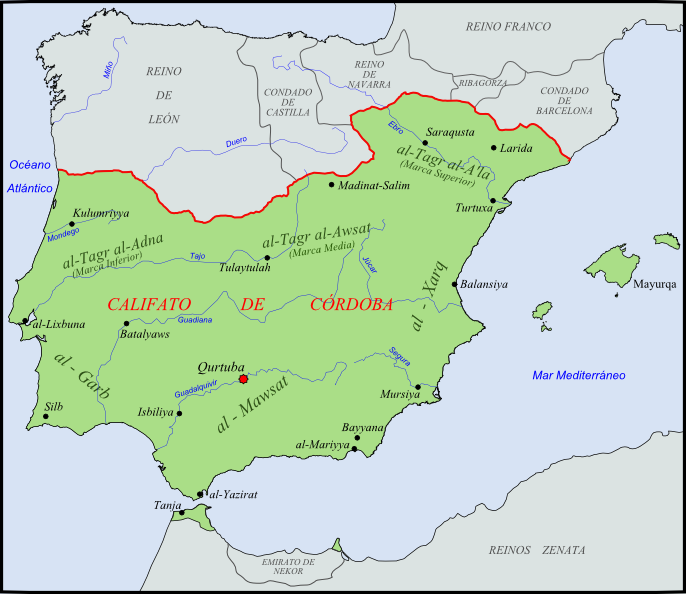
Аль-Гарб на карті Кордовського халіфату (1000).

А́ль-Га́рб (араб. الغرب, al-gharb, «захід»), або За́хідна Андалу́сія (араб. غرب الأندلس, gharb al-ʼandalus) — у 711—1249 роках арабська назва регіону в південно-західній частині Піренейського півострова. Західна частина так званої мусульманської Андалусії. Відповідає південній частині сучасної Португалії та незначній частині Західної Іспанії. 
Як регіон сформувався в ході мусульманського завоювання Піренейського півострова 711—715 років, під час якого війська Таріка ібн Зіяда знищили християнське Вестготське королівство й приєднали півострів до ісламського Омеядського халіфату. Після падіння Омеядів регіон перебував у складі Кордовського емірату (756—929), а згодом — Кордовського халіфату (929—1031). Внаслідок розпаду халіфату на емірати-тайфи був поділений між Лісабонською (1031—1034) і Бадахоською (1031—1094), Мертольською (1031—1044), Сілвешською (1040—1063) і Фароською тайфами (1031—1051). З кінця ХІ століття більшість з них увійшли до складу берберської держави Альморавідів (1040—1147). Після розколу цієї держави регіон на короткий час знову опинився під контролем місцевих тайф — Мертолської (1144—1151), Сілвешської (1144—1151) і Тавірської (1146—1150). У 1150—1151 роках вони увійшли до складу берберського Альмохадського халіфату. 
У середині ХІІ — 1-й половині ХІІІ століття Португальське королівство звільнило регіон від ісламського панування: 1147 року португальський король Афонсу І захопив Лісабон, а 1249 року його правнук Афонсу ІІІ захопив Фару, останню цитадель маврів. Після 1249 року територія Аль-Гарбу була приєднана до Португалії й перетворена на титулярне королівство і провінцію Алгарве (назва якої походила від арабської назви). Це було визнано Бадахоським договором (1267) між Португалією та Кастилією. Відтоді португальські монархи титулувалися «королями Португалії й Алгарве».

## Карти

Омеядська Іспанія
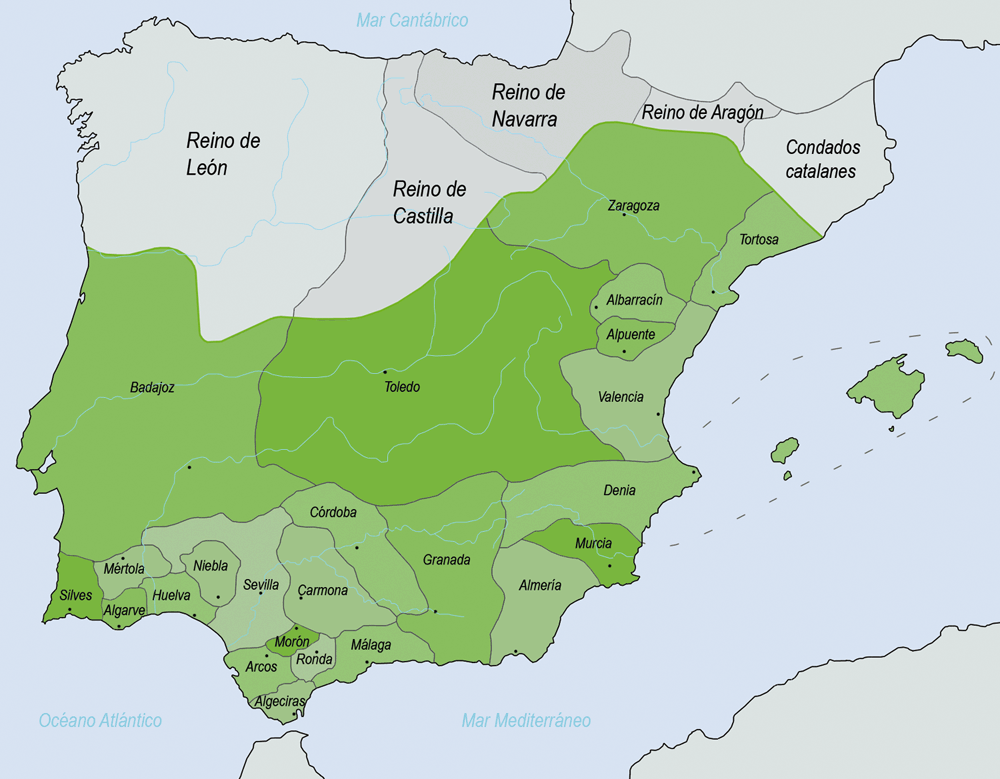
Тайфи ХІ століття
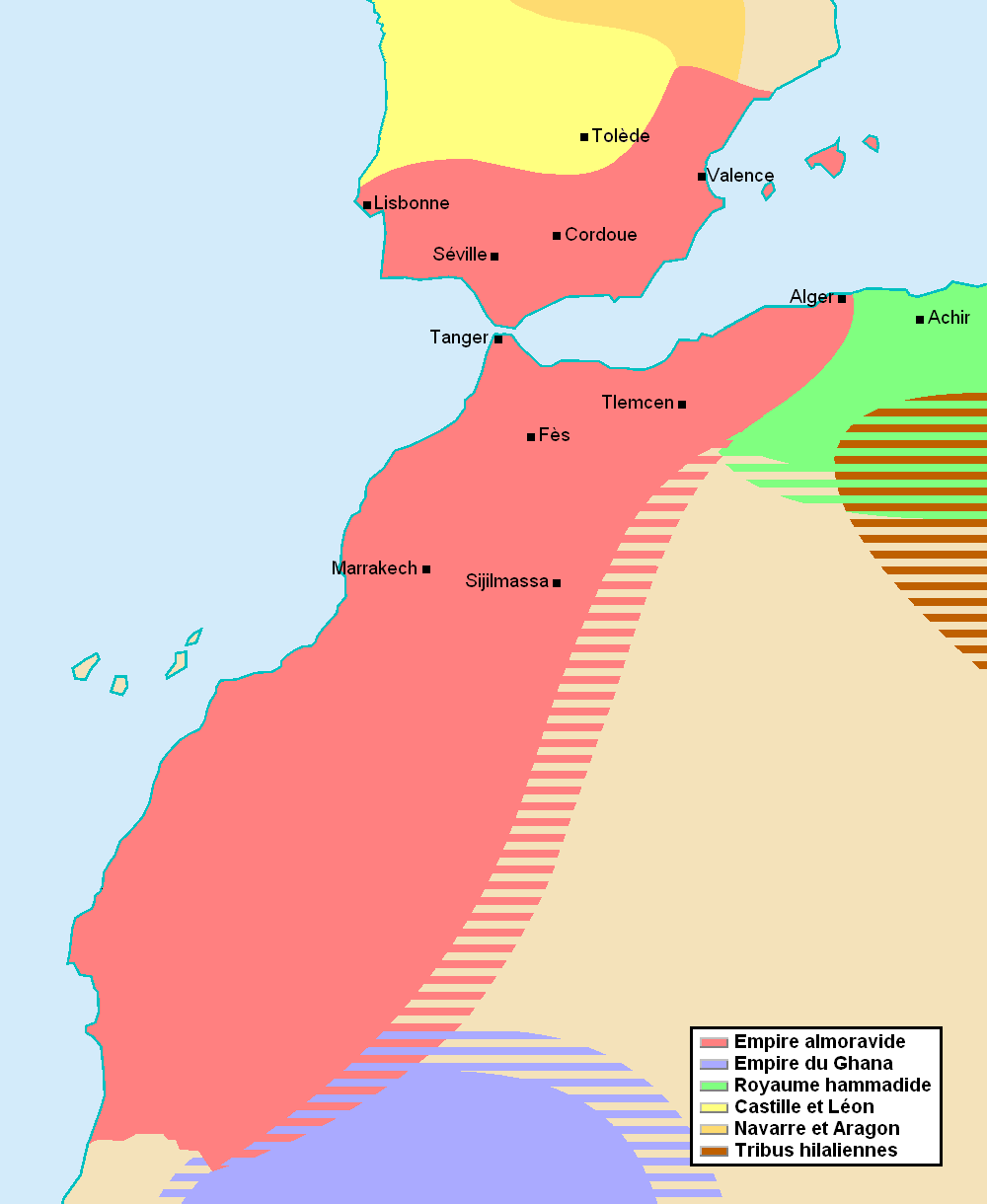
Альморавідська держава
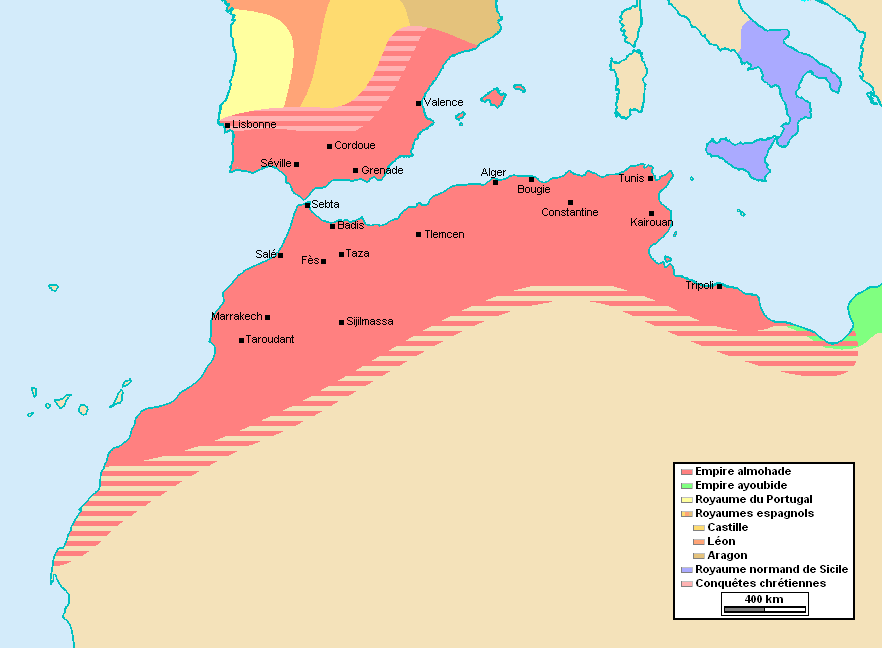
Альмохадська держава